# ミニワールド:クリエイター
『ミニワールド：クリエイター』（中国語: 迷你世界、英語: Mini World）とは、中国に本社を置く Minovate Technology が開発したサンドボックス ゲームである。2025年5月 時点で、全世界の累計登録プレイヤー数は 10 億人を突破している。2021年7月 には、月間アクティブ プレイヤー数が 1 億人を突破し、そのうちの 6 割が 10 代の若者である。プレイヤーは、探索を通じて多様な資源を集め、道具を作成し、自分だけの建築物を作ることができる。

## 概要
ミニワールドは、2015年12月26日 に中国本土の Android、iOS、パソコン向けにリリースされた。
2017年12月8日、Minovate Technology がテンセントと連携し、WeGame に「ミニワールド」のページを開設した。同年 12月14日、ミニワールドが WeGame で正式にリリースされた。同年、ミニワールドの月間アクティブ プレイヤー数が 2,400 万人を突破し、中国本土におけるモバイル アプリで第 3 位にランクインした。
2018年3月、ミニワールドが内モンゴル自治区の公益団体と連携し、砂漠化の防止に関する活動をプレイヤーに促進した。
2018年4月28日、ミニワールドが有料ゲームとして Steam で正式にリリースされ、のちに無料ゲームに変更された。Steam の評価を回復するため、ミニワールドは中国地域から撤退した。
2021年7月24日、ミニワールドは HarmonyOS に対応する最初のゲームとなった。

## ゲームの内容
ミニワールドには「創造モード」と「冒険モード」があり、多様なゲームプレイが用意されている。プレイヤーは、ゲーム内エディターを使用して、テクスチャ パックや音声などの素材を組み合わせてマップを作成することができる。ゲーム内のマップ共有プラットフォーム「ミニ工房」を使用して、自分のマップをアップロードしたり、他のプレイヤーとオンラインでプレイすることができる。ゲームの外観は、ブロック状のピクセル スタイルで構成されている。